# Бембель, Татьяна Олеговна
Татьяна Бембель (8 октября 1964, Минск) — белорусский искусствовед,  арт‐критик, историк искусства, галерист, преподаватель, автор телепередач и культурных проектов. Куратор Галереи TUT.BY. С 200х по 201х год директор муниципальной (государственной) Городской художественной галереи произведений Леонида Щемелёва в Минске. Дочь философа и публициста Олега Бембеля, внучка скульптора и народного художника БССР Андрея Бембеля. Автор документальных фильмов, ведущая телепрограммы Белорусского телевидения «Страсти по культуре». Является членом Союза художников Республики Беларусь, Союза дизайнеров Республики Беларусь, Союза кинематографистов Республики Беларусь. Председатель Белорусского комитета Международного совета музеев "ICOM".

## Биография
В 1988 году окончила дневное отделение факультета Теории и истории искусств Института имени Репина в Ленинграде.

## Фильмография
- «Андрей Бембель. Смерть. Победа. Слава.» Белорусское телевидение, 2009 год.
- «Застывшая музыка Лангбарда» (архитектор, обладатель «Гран-при» Всемирной парижской выставки 1937 года). Студия документального кино, Белорусское телевидение, 2010 год (в соавторстве с Верой Савиной).